# كالابارزون
كالابارزون ( /kɑːlɑːbɑːrˈzɒn/ )، المعروفة رسمياً باسم البر الرئيسي للتاجالوج الجنوبي،  وهي منطقة إدارية في الفلبين، تم تصنيفها على أنها المنطقة IV-A. تتكون المنطقة من خمس مقاطعات: باتانجاس وكافيت ولاجونا وكيزون وريزال؛ ومدينة واحدة شديدة التحضر، لوسينا. والمنطقة هي المنطقة الأكثر اكتظاظاً بالسكان في الفلبين وفقاً لهيئة الإحصاء الفلبينية، حيث بلغ عدد سكانها أكثر من 14.4 مليون  في عام 2020، وهي أيضاً ثاني أكثر المناطق اكتظاظاً بالسكان في البلاد بعد منطقة العاصمة الوطنية.
وتقع المنطقة جنوب شرق مترو مانيلا، ويحدها من الغرب خليج مانيلا، وخليج لامون ومنطقة بيكول من الشرق، وخليج تايابس وبحر سيبويان من الجنوب، ووسط لوزون من الشمال. فهي موطن لأماكن مثل جبل ماكيلينج بالقرب من بانيوس لوس ولاغونا وبركان تال في باتانجاس.
وقبل إنشائها كمنطقة، شكلت كالابارزون، مع منطقة ميماروبا، ومقاطعة أورورا وأجزاء عديدة من مترو مانيلا، المنطقة التاريخية المعروفة باسم التاغالوغ الجنوبية، حتى تم فصلها في عام 2002 بموجب الأمر التنفيذي رقم 103.
ويعود تاريخ المنطقة المعروفة باسم كالابارزون إلى العصور التاريخية المبكرة. فيعتقد المؤرخون المحلين  أن ثلاثة من أسماء الأماكن التي تعود إلى القرن العاشر المذكورة في أقدم وثيقة مكتوبة معروفة في الفلبين، وهيا نقش لاغونا النحاسي ، تتعلق بالمناطق أو الأنظمة السياسية (تاغالوغ: «بيان») على طول شواطئ بحيرة لاغونا. ويعتقد بعض العلماء الفلبينيين الصينيين أن النظام التجاري في القرن العاشر المعروف باسم ما-آي وربما كان في الواقع سلف مدينة باي الحالية ، لاجونا. منذ الحقبة الاستعمارية للفلبين، وكانت المنطقة موطناً لبعض أهم الشخصيات التاريخية الفلبينية، بما في ذلك البطل الوطني للفلبين، خوسيه ريزال، الذي ولد في كالامبا.

## علم أصول الكلمات
اسم المنطقة هو اختصار للمقاطعات الخمسة المكونة لها: كاويته ولاغونا وباتانغاس وريزال وكزون.

## تاريخ
وفي 5 يونيو 1901، تمت الدعوة لعقد مؤتمر حول ما إذا كان يجب على مقاطعة مانيلا ضم مقاطعة مورونج أم لا، والتي تبين أنها غير قادرة على الاكتفاء الذاتي كمقاطعة. في النهاية، في 11 يونيو، وألغى القانون رقم 137 للجنة الفلبينية الأولى مورونغ وأنشأ مقاطعة جديدة، وسميت على اسم البطل الوطني للفلبين، خوسيه ريزال، الذي كان، بالصدفة، من مواليد لاجونا. فتضم المقاطعة الجديدة 29 بلدية، 17 من مانيلا و12 من مورونج. في عام 1902، أسس ماكاريو ساكاي، وهو عضو مخضرم في كاتيبونان، جمهورية تاجالوج في جبال ريزال. وفي نهاية المطاف، انتهت جمهورية ساكاي التاغالوغية في عام 1906 عندما تعرض هو ورجاله للخيانة تحت ستار عقد جمعية وطنية تهدف إلى تقرير المصير للشعب الفلبيني.
وفي 7 سبتمبر 1946، أصدرت جمهورية الفلبين الثالثة القانون الجمهوري رقم 14، الذي أعاد تسمية مقاطعة تايابس إلى كويزون ، تكريماً لمانويل كويزون. وكان كويزون ثاني رئيس للفلبين وأحد مواطني بالر (الآن جزء من أورورا ). وفي عام 1951، أصبح الجزء الشمالي من كويزون هو المقاطعة الفرعية أورورا، التي اطلقت عليها باسم زوجة كويزون.
وفي 24 سبتمبر 1972، أصدر الرئيس فرديناند ماركوس المرسوم الرئاسي رقم 1، الذي نظم المقاطعات في 11 منطقة كجزء من خطة إعادة التنظيم المتكاملة لماركوس. وأنشأ آي آر بي المنطقة الرابعة، والمعروفة باسم منطقة التاغالوغ الجنوبية ، وكانت أكبر منطقة في الفلبين. في هذا الوقت، التي كانت المنطقة الرابعة تتألف من باتانجاس وكافيت ولاجونا وماريندوك وأورينتال ميندورو وأوكسيدنتال ميندورو وكويزون وريزال ورومبلون وبالاوان. وفي عام 1979، أصبحت أورورا رسمياً مقاطعة مستقلة عن كويزون وأدرجت أيضاً في المنطقة الرابعة. 
وفي 17 مايو 2002، وقعت الرئيسة جلوريا ماكاباجال أرويو الأمر التنفيذي رقم 103، الذي أعاد تنظيم منطقة التاغالوغ الجنوبية. نظراً لحجمها، تم تقسيم المنطقة الرابعة إلى منطقتين منفصلتين،هما المنطقة الرابعة-أيه (كالابارزون) والمنطقة الرابعة-بي (ميماروبا). وتم نقل أورورا إلى المنطقة الثالثة، في وسط لوزون. وفي العام التالي، وقعت أرويو الأمر التنفيذي رقم 246، الذي أعلن كالامبا كمركز إقليمي للمنطقة.
وأعاد القانون الجمهوري رقم 10879 تسمية «المنطقة الرابعة-بي» إلى «منطقة ميماروبا».

## جغرافية
المنطقة هي ثاني أكبر منطقة في الفلبين، وتبلغ مساحتها 16873.31 كيلومتر مربع. والمنطقة نفسها مسطحة نسبياً، ولكنها تتكون أيضاً من مناطق ساحلية ومرتفعات. يحدها خليج مانيلا في الغرب، مترو مانيلا، بولاكان، وأورورا في الشمال، خليج لامون وبيكول في الشرق، وممر جزيرة فيردي في الجنوب. وتتكون كل مقاطعة في المنطقة من بيئات مختلفة، تتراوح من المناطق الساحلية المنخفضة إلى المناطق الجبلية الوعرة النينا مس منيبتسمنتهها سمهنثتبا.
وتتميز كافيت بالمناطق النائية المتدحرجة التي تثقبها التلال، مع خط ساحلي يحد خليج مانيلا وجزء وعرة يحد باتانجاس بالقرب من جبل بيكو دي لورو. ويقع تاجايتاي في كافيت، على حدود ألفونسو وسيلانج وكالامبا وسانتا روزا. وجبل سونغاي هو أعلى قمة في الإقليم ويمكن العثور عليه في تاجايتاي. توجد تسع جزر في كافيت، من أبرزها جزيرة كوريجيدور. تاريخياً موقع ذو أهمية إستراتيجية كبيرة، وكوريجيدور موجود عند مصب خليج مانيلا ويخضع لسلطة مدينة كافيت.
ولاغونا لديها تضاريس وعرة، مع سهول ضيقة بالقرب من شواطئ خليج لاجونا وسلاسل جبلية في الداخل. وبحيرة لاغونا دي باي هي أكبر بحيرة في الفلبين، وسميت على اسم بلدة باي . ولاغونا هي أيضاً موطن لجبل ماكيلينج، وهو بركان خامد بالقرب من لوس بانوس يشتهر بخصائصه الغامضة. يوجد أيضاً الكثير من الينابيع الساخنة بالقرب من منطقة ماكيلينج، وخاصة في سان بابلو. ومن المعالم الشهيرة الأخرى في لاجونا شلالات باجسانجان في كافينتي. تأتي المياه من شلالات باجسانجان من نهر بومبونجان. يقع جبل بناهاو على حدود لاغونا وكويزون، ويعتبر بالمثل جبل مقدس مثل ماكيلينج.

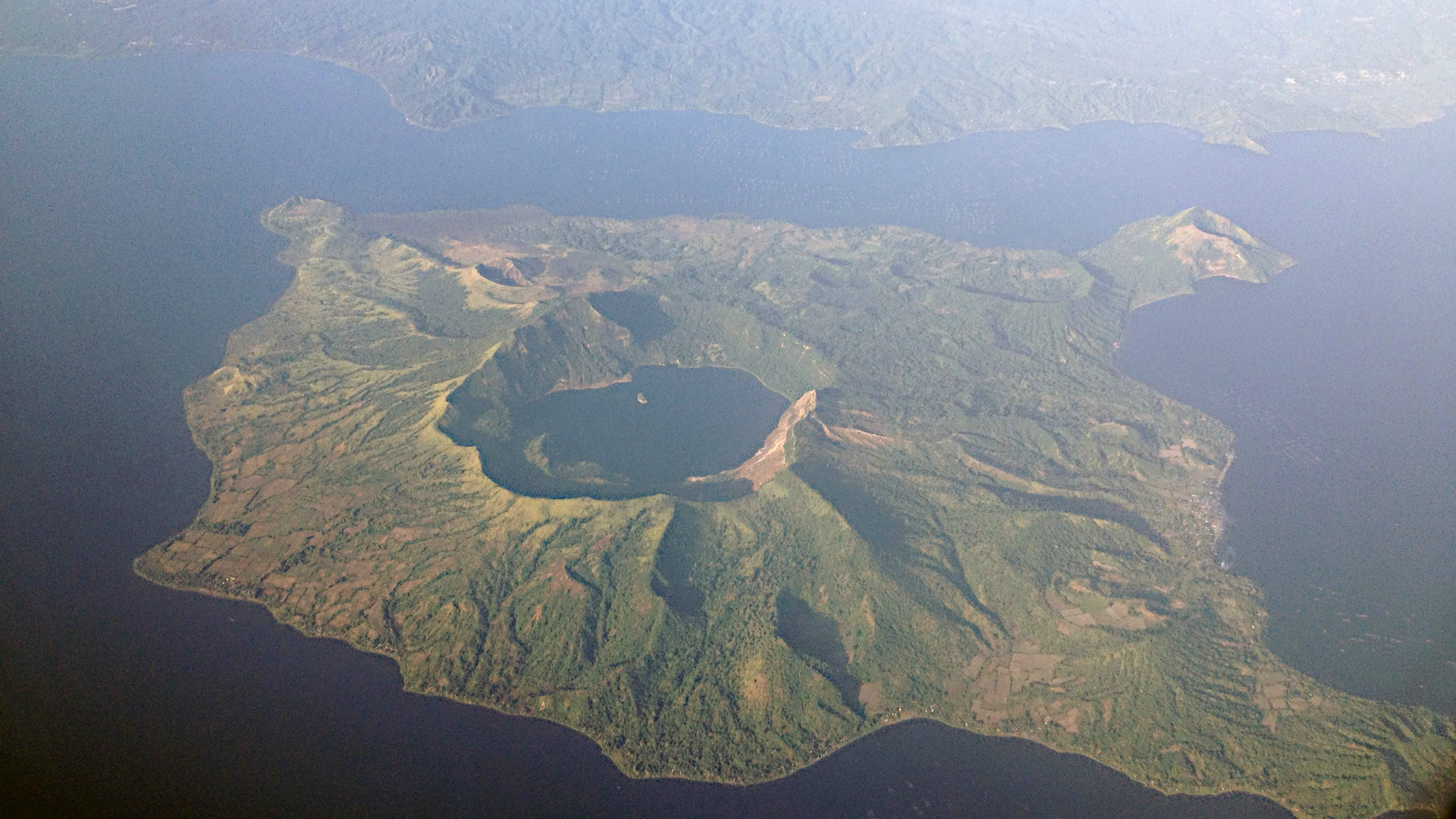
منظر جوي لبركان تال

ومنطقة باتانجاس مرتفعة في الغالب، مع أراضي منخفضة ومناطق جبلية متناثرة. وباتانجاس هي أيضاً موطن لبركان تال، وهو بركان معقد وواحد من البراكين الستة عشر. ويقع بركان تال داخل بحيرة تال، مما يجعل تال جزيرة من الدرجة الثالثة، وربما واحدة من أكبر الجزر في العالم. الجزر الأخرى في باتانجاس هي جزيرة فيردي، بالقرب من ممر جزيرة فيردي، وجزيرة فورتشن في ناسوغبو. وتقع باتانجاس على حدود كافيت عبر جبل بيكو دي لورو، والمعروف بالمناظر التي يمكن العثور عليها في قمتها. ويمكن أيضاً العثور على جبل ماكولود وجبل باتولاو في باتانجاس.
وتقع ريزال شمال لاجونا دي باي، وتتكون من مزيج من الوديان والسلاسل الجبلية، مع مناطق مسطحة منخفضة في الجزء الغربي من المقاطعة بالقرب من مانيلا. ويحتوي الجزء الشرقي من ريزال على تلال وتلال تشكل جزءاً من سلسلة جبال سييرا مادري. التي تقع على جزيرة طاليم، وأكبر جزيرة في لاغونا دي باي، تحت ولاية مقاطعة ريزال.
ومقاطعة كويزون جبلية، مع القليل من السهول والمستنقعات، ويمر من خلالها طرف ذيل سييرا مادري. كويزون هي مقاطعة ضيقة، حيث يشكل برزخ طياب الجزء الجنوبي من المقاطعة ويربطها بشبه جزيرة بيكول. ويتكون الجزء الجنوبي أيضاً من شبه جزيرة بوندوك الواقعة بين خليج تايابس وخليج راغاي. وأكبر الجزر في كويزون هي جزر ألابات وبوليلو، وكلاهما يقع في خليج لامون، ويتصل بخليج كالاواج في بلدة كالاواج. لاغونا تشترك في الحدود مع كويزون عبر جبل بانهاو.

## التقسيمات الإدارية

### المقاطعات
وتضم كالابارزون خمس مقاطعات ومدينة واحدة شديدة التحضر و 20 مدينة مكونة و 4019 قرية تقريباً.

#### المحافظون ونوابهم
| المحافظة | المحافظة | محافظ حاكم | محافظ حاكم          | محافظ حاكم               | محافظ حاكم | نائب المحافظ | نائب المحافظ             | نائب المحافظ             | نائب المحافظ |
| اسم      | خريطة    | صورة       | اسم                 | حزب، حفلة                |            | صورة         | اسم                      | حزب، حفلة                |              |
| -------- | -------- | ---------- | ------------------- | ------------------------ | ---------- | ------------ | ------------------------ | ------------------------ | ------------ |
| كافيت    | </img>   | </img>     | جونفيك رمولا        | NUP                      |            | </img>       | أثينا تولينتينو          | NUP                      |              |
| لاجونا   | </img>   | </img>     | راميل هيرنانديز     | PDP – Laban              |            | </img>       | كاثرين أجاباي            | PDP – Laban              |              |
| باتانجاس | </img>   | </img>     | Hermilando Mandanas | PDP – Laban              |            | </img>       | مارك ليفيست              | PDP – Laban              |              |
| ريزال    | </img>   | </img>     | نينا يناريس         | الشخصية غير القابلة للعب |            | </img>       | Reynaldo H. San Juan Jr. | PFP                      |              |
| كويزون   | </img>   | </img>     | أنجلينا تان         | الشخصية غير القابلة للعب |            | </img>       | أناكليتو أ الكالا الثالث | الشخصية غير القابلة للعب |              |

### مدن

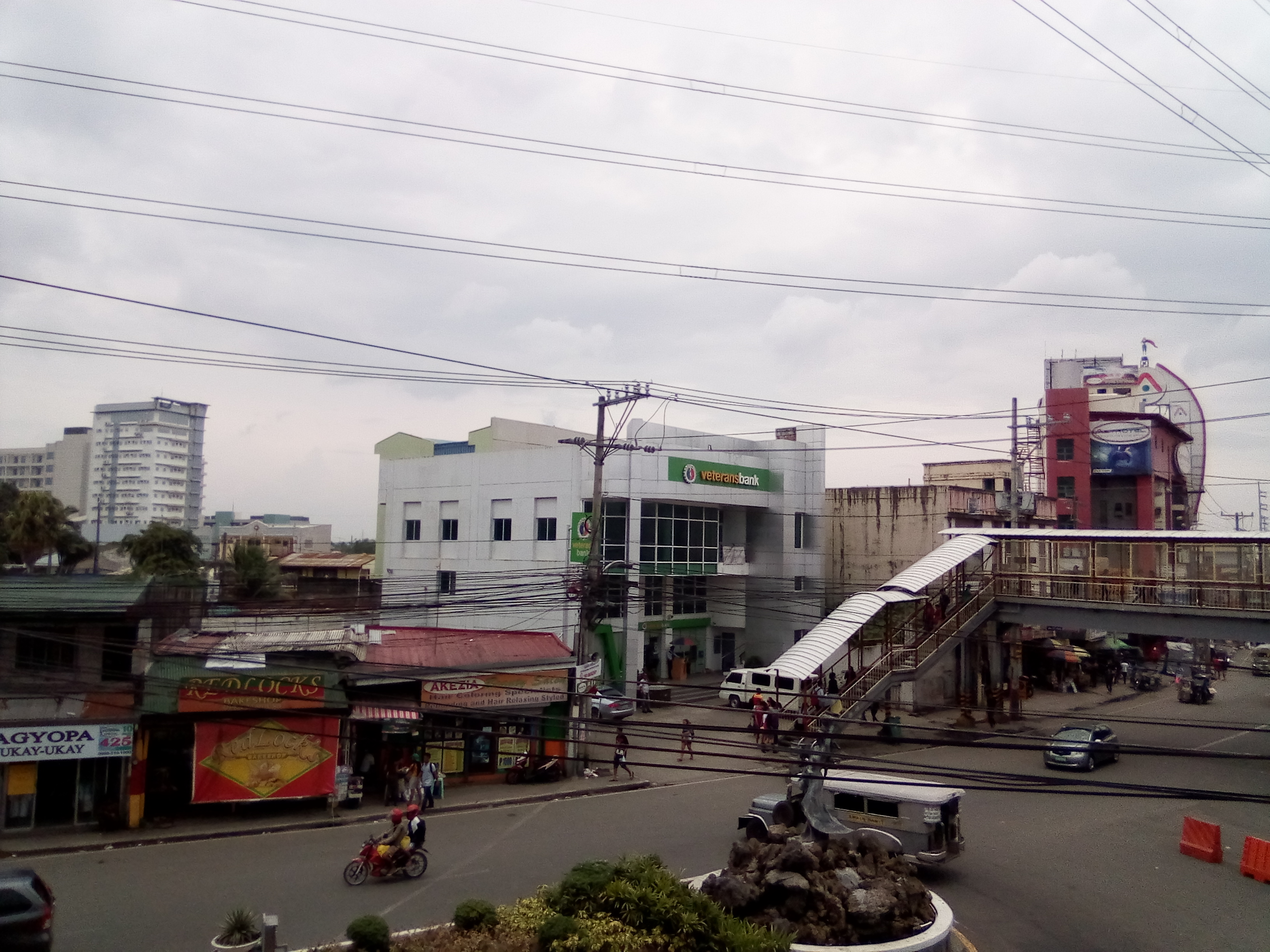
منظر لمدينة كالامبا ، لاجونا

تضم كالابارزون 21 مدينة (21 مدينة مكونة ومدينة لوسينا شديدة التحضر )، مما يجعلها المنطقة التي تضم أكثر المدن بين مناطق لوزون. أنتيبولو هي المدينة الأكثر اكتظاظاً بالسكان في المنطقة، وكذلك سادس مدينة من حيث عدد السكان في الفلبين بأكملها، في حين أن باكور وسان بيدرو هما أكثر المدن كثافة سكانية في المنطقة بأكملها. ويعتبر قسم كبير من كالابارزون جزءاً من منطقة مانيلا الكبرى؛ بينما مدينة باتانجاس هي مركز منطقة باتانجاس الحضرية. ويبلغ الناتج المحلي الإجمالي للمنطقة 1.65 تريليون ين (بالأسعار الجارية)، وهي ما تمثل 17٪ من الناتج المحلي الإجمالي الوطني.

وفي 7 أغسطس 2000، أعلنت بلدية لوس بانوس، لاغونا «مدينة العلوم الخاصة والطبيعة في الفلبين»  من خلال الإعلان الرئاسي رقم 349  تقديراً لأهميتها كمركز للعلوم والتكنولوجيا، كونها موطناً للعديد من المؤسسات التعليمية والبيئية والبحثية المرموقة. وهذا الإعلان لا يحول البلدية إلى مدينة أو يمنحها سلطات اعتبارية ممنوحة لمدن أخرى.
- †  Regional center

ملحوظات

## التركيبة السكانية
ويبلغ عدد سكان كالابارزون 16.1 مليون نسمة، وهو الأكبر من بين جميع مناطق الفلبين. وانخفض معدل النمو السكاني بين عامي 2000 و 2010 البالغ 3.07٪ من معدل النمو بين عامي 1990 و 2000 البالغ 3.91٪، وهو اتجاه تزامن مع بقية الأمة. متوسط العمر المتوقع للرجال في كالابارزون هو 68.9 سنة و 75.2 سنة للنساء. هناك ما يقدر بنحو 356000 عامل فلبيني في الخارج أصلهم من كالابارزون.
وغالبية العظمى من الناس الذين يعيشون في كالابارزون هم من التاغالوغ. تشير التقديرات إلى أن حوالي 5.8 مليون تاغالوغ يعيشون في المنطقة لبرلبعة-آيه. وتعتبر تال ، على وجه الخصوص، «قلب الثقافة التاغالوغية» وهي حالياً «مركز» ثقافة وشعب التاغالوغ. وتعد كالابارزون أيضاً موطناً لعدد كبير من الأشخاص من أصول صينية وإسبانية بسبب الهجرة الصينية والاستعمار الإسباني على التوالي. وبسبب هذه الغالبية العظمى من سكان تاغالوغ الأصليين، فإن غالبية الناس الذين يعيشون في كالابارزون يتحدثون أيضاً لغة التاغالوغ. الفلبينية، كونها نسخة من التاغالوغ، وهي أيضاً سائدة في المنطقة. وتستخدم اللغة الإنجليزية أيضاً في كالابارزون. في كافيت، شافاكانو، وكانت لغة الكريول شائعة أيضاً ولكن الاستخدام في انخفاض حاد ولا يتحدث بها سوى حفنة من السكان المسنين.
والغالبية العظمى من سكان كالابارزون هم جزء من الكنيسة الرومانية الكاثوليكية التي تمثل 80 ٪ من السكان الوطنيين. الطوائف المسيحية الأخرى الموجودة في المنطقة هي إغليشا ني كريستو والكنيسة الفلبينية المستقلة وكنيسة السبتيين. ويعيش المسلمون في كالابارزون أيضاً على الرغم من كونهم أقلية.

## اقتصاد
كالابارزون هي ثالث أكبر مساهم في الناتج المحلي الإجمالي الوطني، حيث تمثل 17٪ من الناتج المحلي الإجمالي. وتفتخر المنطقة بمعدل تضخم يبلغ 2.1٪، وهو أقل من المعدل الوطني البالغ 3٪. ويبلغ معدل البطالة في المنطقة 9.2٪ وهو أعلى من المعدل الوطني البالغ 7٪. كالابارزون، مثلها مثل باقي أنحاء البلاد، عالقة في وسط اقتصاد صناعي وزراعي.
ونظراً لقرب المنطقة من مترو مانيلا، حدث قدر كبير من التحضر على مر السنين. وتعتبر كافيت ولاغونا على وجه الخصوص مواقع للتصنيع وصناعات التكنولوجيا الفائقة، في حين تقوم شركات مثل إنتل وباناسونيك بإنشاء مصانع في المنطقة. سانتا روزا، لاجونا، هي موطن لمجموعة من أشباه الموصلات وشركات السيارات مثل أمكور و تويوتا، في حين أن جنرال ترياس هي موطن أكبر منطقة تنمية اقتصادية في كافيت، حديقة بي إي سي الصناعية.

ولا تزال المنطقة تتمتع بقاعدة زراعية كبيرة. اعتباراً من عام 2002، كان بالمنطقة 282700 مزرعة تغطي 588,500 هكتار (1,454,000 أكر)، أو 36.3 ٪ من إجمالي مساحة الأراضي في المنطقة. وتمتلك كافيت وحدها ما يقرب من 70,500 هكتار (174,000 أكر) من الأراضي الزراعية. لاجونا هي موطن للمعهد الدولي لأبحاث الأرز، والذي يمكن العثور عليه داخل جامعة لوس بانوس بالفلبين، والذي يتمثل هدفه الرئيسي في إيجاد طرق مستدامة لمساعدة مزارعي الأرز. وفي الوقت نفسه، باتانجاس هي موطن لصناعة الأناناس وجوز الهند الكبيرة، والتي تستخدم في صنع بارونج تاجالوجس والمشروبات الكحولية المحلية مثل لامبانوج والتوبا في مدينة تاياباس. وكويزون هي الشركة الرائدة في البلاد في منتجات جوز الهند مثل زيت جوز الهند ولب جوز الهند. وتشتهر ريزال بأصابعها. ومع ذلك، فإن القاعدة الزراعية في المنطقة الرابعة-آيه تتناقص ببطء. نظراً لقربها من المسطحات المائية الكبيرة، وتمتلك لاجونا وباتانجاس أيضاً صناعات صيد كبيرة. وتعد بحيرة تال مصدراً كبيراً لأسماك المياه العذبة للبلاد.

## السياحة

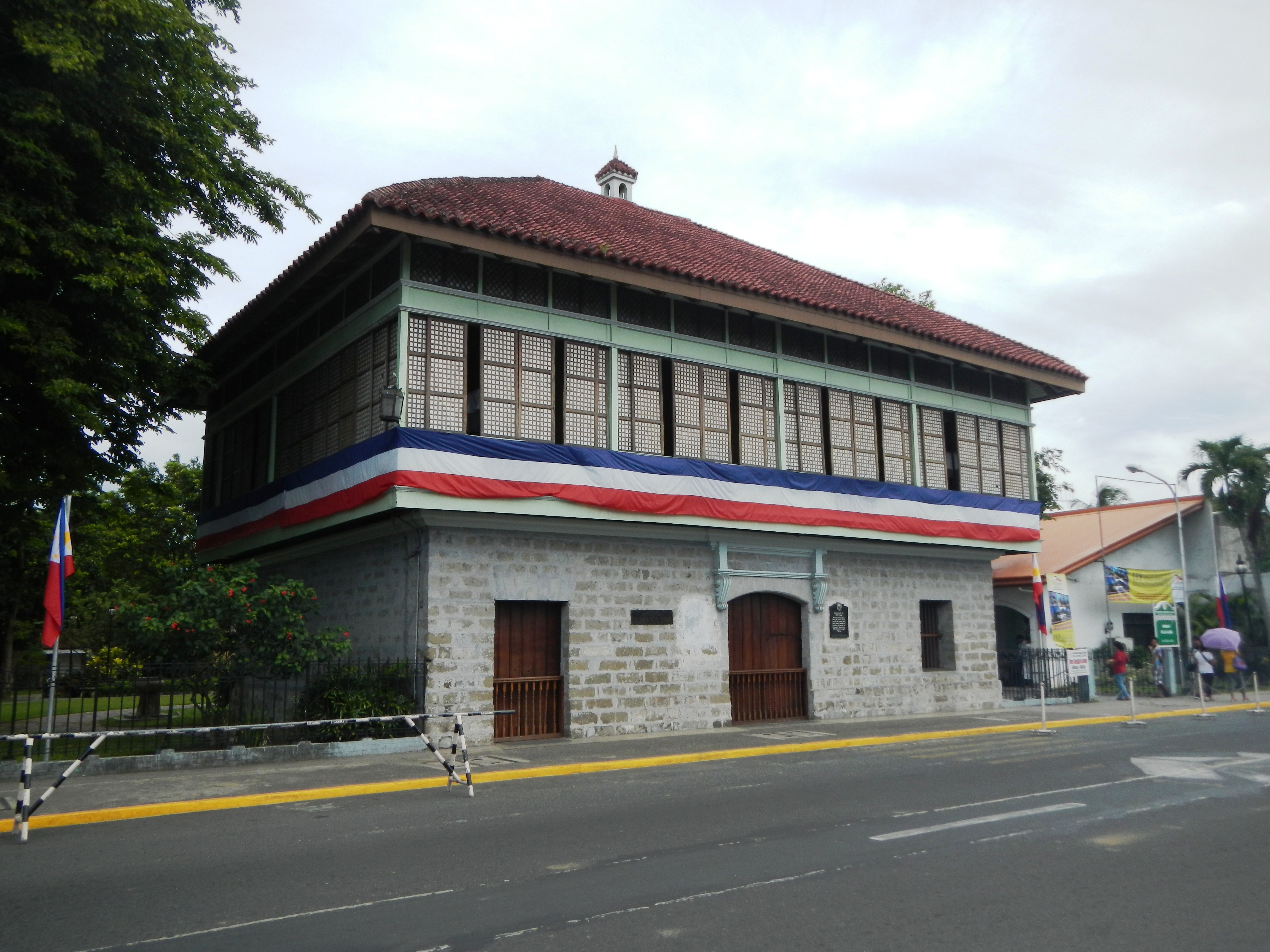
ضريح ريزال في كالامبا ، لاجونا

ونظراً لتاريخ المنطقة ومواردها الطبيعية، تلعب السياحة دوراً رئيسياً في الاقتصاد الإقليمي. تعتبر كافيت ولاجونا منازل للعديد من المواقع التاريخية، مثل ضريح ريزال في كالامبا،  وضريح أجوينالدو في كاويت. وتشتهر سان بابلو ببحيراتها السبع ،  باغسانجان بشلالاتها المهيبة وبحيرة تال وبلدة تال التاريخية في باتانجاس. تُعرف تاياباس باسم مدينة المهرجانات والراحة ووجهة الاستجمام في كويزون وتشتهر بلامبانوج.
والكنيسة الصغرى للقديس ميخائيل رئيس الملائكة هي الوصايا الدينية لتيابينسي وأعلنت ككنوز ثقافية وطنية للفلبين، كاسا كومونيداد دي تاياباس، المكتب السابق للرئيس آنذاك مانويل لويس كويزون والمكان الذي حُكم فيه على هيرمانو بول بالإعدام، وجسر مالاغونلونج وجسر من نوع القوس الإسباني الذي يعود تاريخه إلى قرن من الزمان وجسور الكنز الثقافي الوطني. تشمل المهرجانات المحلية مهرجان تايتسينوي ومهرجان مايوهان ومهرجان بيان  ومهرجان هاجيسان ومهرجان باليسكوغ ومهرجان أنجيل ومهرجان أغيود و تورومبا كل أسبوع مقدس.
وتشتهر لوكبان بمهرجان باهياس السنوي أو المعروف محلياً باسم باهياس، وهو حدث لا يزوره السياح المحليون فحسب، بل يزوره السياح الدوليون أيضاً. ويزور المحبون والحجاج أيضاً ضريح كامي ني هيسوس في لوكبان، وهو تمثال يبلغ ارتفاعه 50 قدماً للمسيح الصاعد على قمة تل. وتشتهر باتانجاس أيضاً بشواطئها الخلابة في ناسوغبو و كالاتاغان. وأنتيبولو هي منطقة سياحية رئيسية أخرى توجد في ريزال. المنطقة هي أيضا موطن للعديد من الكنائس الباروكية .

## بنية تحتية

### الطرق والجسور
طريق بحيرة لاجونا السريع ، وهو مشروع مشترك بين الـ دي بي دبليو هيتش إن سي آر والمنطقة الرابعة-أيه، وهو توسيع / إعادة تأهيل في تايتاي، الجزء ريزال، وهو طريق بطول 3.34 كيلومتر.
وحالياً، هناك جسرين آخرين قيد الإنشاء - جسر باركاداهان وجسر نابيندان - الذي سيوفر ممراً إضافياً يعبران طريق مانغاهان فلودواي ونهر باسيج، على التوالي.

## روابط خارجية
- معلومات جغرافية متعلقة بكالابارزون على خريطة الشارع المفتوح